# Joseph Vogt (Bischof)
Joseph Heinrich Peter Vogt (* 8. September 1865 in Schmidt bei Nideggen; † 5. Oktober 1937 in Monschau) war ein deutscher Priester und Kirchenjurist, langjähriger Dozent am Priesterseminar, Domherr und Generalvikar im Erzbistum Köln und wurde 1931 erster Bischof des wiedererrichteten Bistums Aachen.

## Leben

### Ausbildung und Karriere
Vogts Vater war Kommunalbeamter und wurde 1870 Bürgermeister von Monschau. Joseph Heinrich Vogt besuchte in Monschau und Malmedy die Oberschule und wechselte dann auf das renommierte Kaiser-Karls-Gymnasium in Aachen, wo er 1884 das Abitur machte. Anschließend studierte er Theologie in Bonn und Eichstätt. Aufgrund der kirchenpolitisch angespannten Lage während des Kulturkampfes in Preußen studierten damals viele Priesteramtskandidaten aus dem Rheinland in Eichstätt. Nach Beendigung des Kulturkampfes trat Vogt in das wiedereröffnete Kölner Priesterseminar ein und empfing am 19. August 1888 das Sakrament der Priesterweihe. Als Kaplan wurde er in der Elberfelder Pfarre Sankt Laurentius eingesetzt, wo 40 Jahre zuvor Adolph Kolping gewirkt hatte. 1889 nahm er ein kirchenrechtliches Studium in Rom auf und promovierte 1891 an der Gregoriana, was ihm nach seiner Rückkehr nach Köln eine rasche und steile Karriere ermöglichte. Bereits am 17. Juli 1891 wurde er Domvikar zu Köln. In den Jahren 1893 bis 1899 war er als Geheimsekretär des kränkelnden Kölner Erzbischofs Philipp Krementz tätig. Von 1898 bis 1916 hatte er eine Professur für Kanonisches Recht am Kölner Priesterseminar inne, wo er von den Studenten sehr geschätzt wurde; ab 1900 war er zugleich am Offizialat der Erzdiözese als Ehebandverteidiger und ab 1905 als Richter tätig. 1914 berief ihn der Kölner Erzbischof Felix von Hartmann zum Subregens des Priesterseminars, das sich allerdings aufgrund der Kriegssituation bald leerte. 1916 wurde Vogt Domkapitular und am 1. Juni 1918 ernannte ihn Kardinal Hartmann zu seinem Generalvikar.
Nach dem Tod des Kardinals am 11. November 1919 wurde Vogt Kapitularvikar und leitete die Erzdiözese während der Sedisvakanz. In dieser Funktion nahm er an Vorverhandlungen über das anvisierte Preußenkonkordat teil, wo er als Fachmann für kirchliches Vermögensrecht ein gefragter Ratgeber war. Unter anderem wurde schon bei den (1929 zum Abschluss gebrachten) Konkordatsverhandlungen die auch von dem damaligen päpstlichen Nuntius Eugenio Pacelli befürwortete Verkleinerung der Kölner Diözese durch Abtrennung eines Bistums Aachen ins Auge gefasst, wie es von 1802 bis 1809 schon einmal kurzzeitig bestanden hatte.
Bei der Wahl des neuen Kölner Erzbischofs im Domkapitel im Jahre 1920 erhielt der im Klerus beliebte Kapitularvikar Vogt die dritthöchste Stimmenzahl, gleich hinter den beiden favorisierten auswärtigen Kandidaten Bischof Karl Joseph Schulte von Paderborn und Bischof Adolf Bertram von Breslau. Schulte, der Hartmanns Nachfolger wurde, bestätigte Vogt im Amt des Generalvikars, was nicht selbstverständlich war, da diese persönliche Vertrauensstellung des Erzbischofs bei Bischofswechseln meist neu besetzt wird. Bald darauf erhielt Vogt den päpstlichen Ehrentitel Apostolischer Protonotar; 1922 wurde er Domdechant und von 1930 bis 1931 war er Kölner Dompropst.

### Einsetzung zum Bischof von Aachen

Bischofswappen von Joseph Vogt

In seinen bisherigen Ämtern hatte der nun 65-jährige Priester umfassende Erfahrungen mit den Leitungsaufgaben eines Bistums gesammelt und genoss aufgrund seiner Sachkenntnis und seiner verbindlichen und humorigen Art hohes Ansehen und große Popularität im Kölner Erzbistum. Trotzdem war die Ernennung Joseph Vogts zum Bischof des neu errichteten Bistums Aachen durch Papst Pius XI. am 30. Januar 1931 eine Überraschung. Das lag zum einen am fortgeschrittenen Alter des Generalvikars, der zudem an einer chronischen Erkrankung litt, und zum anderen daran, dass er in den Verhandlungen über die Abspaltung und Wiedererrichtung des Bistums Aachen die Kölner Seite vertreten hatte. Am 25. März 1931 wurde er in das Amt eingeführt. Sechs Tage zuvor hatte er im Kölner Dom durch Kardinal Schulte die Bischofsweihe erhalten. Als Leitspruch wählte Vogt das Wort Caritas urget: „Die Liebe drängt“ (2 Kor 5,14 ).
Erwartet worden war eigentlich, dass der Kölner Weihbischof und bisherige Propst des Aachener Münsterstifts Hermann Josef Sträter zum ersten Diözesanbischof von Aachen ernannt werden würde. Dieser Aachener Priester, der mit dem gleichaltrigen Vogt seit ihrer gemeinsamen Schulzeit in Aachen befreundet war, hatte 1922 im Aachener Dom die Bischofsweihe erhalten und war seitdem für den Aachener Bereich des Erzbistums zuständig gewesen. Vogt, der als erfahrener Verwaltungsfachmann den Vorzug vor dem stärker als Seelsorger in Erscheinung getretenen Sträter erhalten hatte, obwohl er das Amt nicht angestrebt hatte, machte diesen zu seinem Generalvikar, der ihn auch bei genuin bischöflichen Aufgaben wie Visitationen und Firmungen entlasten konnte. Sträter war für seine schroffe Ablehnung des Nationalsozialismus bekannt.

### Amtsführung und Zeit des Nationalsozialismus
Die Anfangsjahre des Pontifikats standen im Zeichen der politisch und wirtschaftlich instabilen Lage und sozialen Not. Angesichts einer sehr hohen Anzahl von Arbeitslosen rief Bischof Vogt zu monatlichen Spenden für Notleidende auf und organisierte karitative Hilfswerke. Bereits in seinem ersten Bischofsjahr entstand in der Diözese Aachen der Diözesan-Caritasverband. Ein weiterer Schwerpunkt Vogts war die Priesterausbildung. Seit seiner Einführung verfolgte er zielstrebig den Aufbau einer eigenen Ausbildungsstätte für die Aachener Priesteramtskandidaten, deren Zahl seit etwa 1930 sprunghaft angestiegen war. Um dem Aachener Klerus ein eigenes, von Köln unabhängigeres Profil zu verleihen, errichtete er 1932 das Aachener Priesterseminar; wenige Monate vor seinem Tod weihte Vogt im Juni 1937 das neue (allerdings noch unfertige) Seminargebäude in der Aachener Mozartstraße ein. Trotz der für die katholische Kirche nicht einfachen Verhältnisse in der beginnenden Zeit des Nationalsozialismus erhöhte er die Zahl der Pfarreien deutlich und ließ neue Kirchen bauen.
Bei den Reichstagswahlen von 1932 und 1933 schnitt die NSDAP im katholisch geprägten Wahlkreis Köln-Aachen weit unterdurchschnittlich ab; bei der Reichstagswahl im März 1933 erhielt sie dort das schlechteste Ergebnis im gesamten Deutschen Reich. Als strikter Antikommunist und im Bewusstsein des starken Rückhalts der katholischen Kirche und der verhältnismäßig geringen Popularität der NS-Ideologie in seinem Bistum nahm Joseph Vogt zunächst eine abwartende Haltung gegenüber dem neuen Regime ein. Gregor Brand zufolge hoffte er nach dem im Juli 1933 zwischen dem Heiligen Stuhl und dem Deutschen Reich geschlossenen Reichskonkordat ähnlich wie viele andere Kirchenmänner auf ein „gedeihliches Auskommen“ mit den neuen Machthabern und eine Zurückdrängung des Kommunismus bei gleichzeitiger Verbesserung der wirtschaftlichen Lage. So schickte Vogt nach Unterzeichnung des Konkordats ein Telegramm an Hitler mit dem Inhalt, Diözese und Bischof würden am Aufbau des neuen Reiches freudig mitarbeiten. Am 27. Juli 1933 nahm Vogt an der Seite von Hermann Göring, dem die Ehrenbürgerwürde Aachens verliehen wurde, einen Vorbeimarsch von SA-Verbänden vor dem Aachener Rathaus ab.
Hermann-Josef Scheidgen bewertet Vogts Haltung insgesamt als „moderate“ Opposition, mit der Vogt die römisch-katholische Kirche gegen die nationalsozialistischen „Glaubensirrtümer“ und vor der Gleichschaltungspolitik habe schützen wollen. Die nationalsozialistische Gleichschaltung machte aber auch vor den gesellschaftlich stark verwurzelten kirchlichen Strukturen in dem rheinischen Bistum nicht halt. Der Volksverein für das katholische Deutschland mit Sitz in Mönchengladbach wurde als Vergeltungsaktion für antinationalsozialistische Agitation im Vorfeld der Novemberwahl 1933 liquidiert. Im Januar 1934 wurde die Feier des Karlsjubiläums im Aachener Dom von Hitlerjugend gestört, da die Nationalsozialisten zur Begründung ihrer antikatholischen Aktionen die im Bistum Aachen traditionell gepflegte Verehrung Karls des Großen unter pseudohistorischen Vorwänden bekämpften (Karl wurde als „Sachsenschlächter“ diskreditiert). Die katholische Kritik am Nationalsozialismus konzentrierte sich in diesen Jahren neben der Forderung nach kirchlicher Autonomie hauptsächlich auf grundlegende weltanschauliche Fragen unter Betonung der Unvereinbarkeit der „neuheidnischen“ antichristlichen Ideen Alfred Rosenbergs mit der katholischen Doktrin. Gegen Rosenbergs Mythus des 20. Jahrhunderts verfasste Vogt im April 1934 einen scharfen Hirtenbrief, der in der Geschichtsforschung als Akt des Widerstands („Stufe: öffentlicher Protest“) bewertet wird. Vogt wurde anschließend stärker als zuvor von der Gestapo und der Partei überwacht. Nach der von Hermann Göring als preußischer Ministerpräsident erlassenen „Verordnung über den politischen Katholizismus“ wurde die staatliche Bekämpfung des katholischen Brauchtums- und Vereinswesens ab 1935 auch auf örtlicher Ebene zunehmend aggressiver. Vogt sah sich mit behördlichen Ausweisungen missliebiger Priester und mannigfachen Behinderungen kirchlicher Aktivitäten konfrontiert, die er als Verstöße gegen das Konkordat bezeichnete und bei staatlichen Stellen erfolglos dagegen protestierte. In seinem Hirtenbrief von April 1935 verteidigte er die Beibehaltung der Konfessionsschulen und der katholischen Jugendorganisationen, die zwei Monate später verboten wurden.
1936 und 1937 wurde er mit Missbrauchsvorwürfen gegen katholische Geistliche konfrontiert, darunter auch Seelsorger und Ordensleute aus dem Bistum Aachen. Sie wurden vonseiten der Nationalsozialisten systematisch verbreitet und propagandistisch dazu genutzt, die „moralische Verkommenheit der katholischen Kirche“ (Joseph Goebbels) zu zeigen. Bischof Vogt wehrte sich gegen solche Vorwürfe und betrachtete die vom NS-Staat gelenkten Sittlichkeits- und Schauprozesse als gezielte antikatholische Propaganda und Angriffe auf den Glauben. Gleichwohl gehörte er Scheidgen zufolge zu den katholischen Bischöfen, welche die tatsächlich nachgewiesenen Missbrauchsfälle massiv verurteilten.

### Lebensende und Nachfolge
In seinem letzten Lebensjahr waren die NS-kritischen Äußerungen des Bischofs etwas klarer akzentuiert. So griff er die Rassenpolitik der Nationalsozialisten mit dem Argument an, Gott sei doch der Schöpfer aller Rassen. Er schloss sich auch der theologischen Kritik an dem von Hitler verwendeten Propagandabegriff des „positiven Christentums“ an, dem zuvor bereits NS-kritische katholische Theologen wie Otto Kuss (in Auseinandersetzung mit der so genannten „völkischen Jesusliteratur“ z. B. Dietrich Klagges’) widersprochen hatten.
1937 fand die maßgeblich von Weihbischof Sträter organisierte Aachener Heiligtumsfahrt statt, die durch Kirchenzeitungsbeiträge und -rundschreiben als katholische Demonstration gegen das NS-Regime angekündigt wurde und zu der unter diesem Vorzeichen auch ausländische Kirchenvertreter und zahlreiche Gruppen aus Belgien und Holland eingeladen wurden. Trotz Behinderungen durch Polizei und Reichsbahn nahmen mehr als 800.000 Menschen an der Wallfahrt teil, die der Jesuit Friedrich Muckermann als „stummen Protest“ gegen die NS-Herrschaft interpretierte. Die ungebrochen scheinende katholische Frömmigkeit in seinem Bistum betrachtete Vogt als tröstlich.
Schon seit 1936 beeinträchtigten Vogt zunehmende Altersbeschwerden bei der Ausübung seines Amtes. Die letzten Monate seiner Krankheit verbrachte er in seiner Monschauer Heimat, nach Auskunft seines Totenzettels in demselben Krankenhaus, in dessen Kapelle er als Kind Messdiener gewesen und nach seiner Priesterweihe seine erste stille Messe gefeiert hatte; dort habe er auch seine letzte heilige Messe gelesen. Joseph Heinrich Vogt starb in Monschau am 5. Oktober 1937. Er soll bis zuletzt regelmäßig den Rosenkranz gebetet haben und um die Mittagszeit beim Angelusläuten verstorben sein.
Der vom Aachener Domkapitel aus einer Dreierliste (Terna) des Vatikans zum Nachfolger Vogts gewählte Kevelaerer Wallfahrtsdirektor Wilhelm Holtmann (1882–1949) galt als potenzieller Regimekritiker und wurde von der Reichsregierung unter Berufung auf Artikel 6 des Preußischen Konkordats von 1929 abgelehnt. Als Zeichen des Protests ernannte der Papst am 15. Mai 1938 den amtierenden Kapitularvikar Hermann Josef Sträter zum Apostolischen Administrator von Aachen mit den Rechten eines Diözesanbischofs. Dazu bedurfte es keiner Zustimmung der preußischen Regierung. Auch der nach Sträters Tod im Jahre 1943 zum nächsten Aachener Bischof gewählte (und von der Regierung akzeptierte) Johannes Joseph van der Velden gehörte zum NS-kritischen Spektrum des Aachener Klerus und hatte in Vogts Amtszeit als Generaldirektor des 1933 zerschlagenen katholischen Volksverein auch persönlich Repressalien erlitten.
Nach der Befreiung sprach Bischof Velden im Januar 1945 rückblickend – auch auf die Rolle Joseph Vogts − von einem Versagen der Kirche in der NS-Zeit. Es habe an Mut für aktiveren Widerstand gemangelt, denn: „Die Kirche wollte keine Märtyrer.“

## Ehrungen und Mitgliedschaften
- Im Wintersemester 1885/1886 trat er in Bonn der katholischen Studentenverbindung Unitas-Salia bei.[13]
- Papst Benedikt XV. ernannte Vogt am 4. November 1920 zum Apostolischen Protonotar.

## Schriften
- Das kirchliche Eherecht, Köln 1902
- Das kirchliche Vermögensrecht, Köln 1903
- Lebensverkehr mit Gott, Regensburg 1921